# Richard H. Kline
Richard Howard Kline (ur. 15 listopada 1926 w Los Angeles, zm. 7 sierpnia 2018) – amerykański operator filmowy dwukrotnie nominowany do Oscara za zdjęcia do filmów: Wieki ciemne (1967; reż. Joshua Logan) i King Kong (1976; reż. John Guillermin).
Jest synem operatora i reżysera filmowego Benjamina H. Kline’a (ur. 1894, zm. 1974). Z branżą filmową związany od najmłodszych lat. W 1943, jako 16-latek rozpoczął pracę dla wytwórni Columbia Pictures. Przez lata był asystentem operatora i operatorem kamery. Jako samodzielny operator filmowy zadebiutował w połowie lat 60. Najczęściej współpracował z reżyserem Richardem Fleischerem. Był autorem zdjęć do 5 jego filmów.

## Filmografia
- Camelot (1967; znany także pod tytułem: Wieki ciemne)
- Powieście go wysoko (1968; znany także pod tytułem: Zemsta szeryfa)
- Dusiciel z Bostonu (1968)
- Ale zabawa (1969)
- Królewskie marzenie (1969)
- Bitwa o whisky (1970)
- Tajemnica Andromedy (1971)
- Kotch (1971)
- Hammersmith Is Out (1972)
- Mechanik (1972)
- Czarny mściciel (1972)
- Szkoła kochania (1973)
- Ojciec chrzestny nie żyje (1973)
- Bitwa o Planetę Małp (1973)
- Zielona pożywka (1973)
- Mr. Majestyk (1974)
- Człowiek Terminal (1974)
- Mandingo (1975)
- Won Ton Ton – pies, który ocalił Hollywood (1976)
- King Kong (1976)
- Furia (1978)
- Psi żołd (1978)
- Star Trek (1979)
- Konkurs (1980)
- Dotyk miłości (1980)
- Żar ciała (1981)
- Życzenie śmierci 2 (1982)
- Układ stulecia (1983)
- Mężczyzna, kobieta i dziecko (1983)
- Do utraty tchu (1983)
- Dwoje we mnie (1984)
- Człowiek w czerwonym bucie (1985)
- O mały włos (1986; znany także pod tytułem: Miłość od drugiego wejrzenia)
- Kaczor Howard (1986)
- Moja macocha jest kosmitką (1988)
- Śródmieście (1990)
- Podwójne uderzenie (1991)
- Oszołom Show (1997)